# Повітряний бій (оповідання)
«Повітряний бій» (англ. Dogfight) — науково-фантастичне оповідання американських письменників Майкла Свонвіка та Вільяма Гібсона, вперше опубліковане в Omni у липні 1985 року. Оповідання також було включено до збірки оповідань Гібсона 1986 року «Спалити Хром».

## Головні герої
- Дік — крадій і дрібний злочинець покараний за вчинення злочинів у Вашингтоні, він отримав ментальний блок, який викликав жахливі галюцинації і відбивав у нього бажання коли-небудь повертатися до себе додому.
- Ненсі Беттенфорд — сімнадцятирічна студентка із ментальним блоком від цнотливості, який встановили їй батьки.
- Боббі Ерл — хазяїн закладу «У Джекмана».
- Мальок — товстий чоловічок у інвалідній колясці, льотчик-ветеран війни.

## Сюжет
Одного разу Дік, чекаючи свого автобуса, стає одержимим грою «Fokkers&Spads», де гравець бере участь у повітряній баталії у часи Першої світової війни. Вік купує собі цю гру. На щастя, в одній із квартирі будинку зустрічає дівчину на ім'я Ненсі, яка лякає його голограмою миші. Розуміючи свою провину, вона впускає його до себе. За час дружби Ненсі закохується в Діка, і допомагає йому удосконалити роботу відеогри «Fokkers&Spads».
Шукаючи Малюка (чемпіона з гри «Fokkers&Spads»), Дік зустрічає Боббі Ерла, який радить йому не грати із ним, адже швидко програє. Дік приходить до Ненсі і вимагає від неї гайп (наркотик, який забезпечує додаткову концентрацію), який необхідний їй для презентації, але Дік викрадає його в неї сексуальним шляхом.
Дік вимагає від Малюка гри у «Fokkers&Spads». Він погоджується. Бій виявився дуже важким і напруженим, але Дік перемагає його. Однак розуміє, що більше немає з ким поговорити.